# Ischnocnema lactea
Ischnocnema lactea é uma espécie de anfíbio da família Brachycephalidae. Endêmica do Brasil, onde pode ser encontrada nos estados de Espírito Santo, Minas Gerais, Rio de Janeiro e São Paulo.